# Coenotephria latifoliata
Coenotephria latifoliata är en fjärilsart som beskrevs av Pierre Millière 1874. Coenotephria latifoliata ingår i släktet Coenotephria och familjen mätare. Inga underarter finns listade i Catalogue of Life.